# Maleïda jungla
Maleïda jungla (títol original en francès: Terrible Jungle) és una pel·lícula francesa de comèdia de 2020, dirigida per Hugo Benamozig i David Caviglioli. L'obra fou doblada al català.

## Argument
Eliott, un jove investigador ingenu, marxa a estudiar els otopis, un misteriós poble de l'Amazones. També és una oportunitat per fugir de la presa de la seva mare, la possessiva Chantal de Bellabre. Però aquesta, preocupat per ell, decideix anar a buscar-lo i aventurant-se a l'estranya selva amazònica.

## Repartiment
- Vincent Dedienne com a Eliott de Bellabre
- Catherine Deneuve com a Chantal de Bellabre
- Alice Belaïdi com a Albertine
- Jonathan Cohen com a tinent coronel François-Yves Raspaillès
- Patrick Descamps com a Conrad Saint-Gilles
- Stéphan Beauregard com a l'otopi quebequès
- Jonas Dinal com a Yaguati
- Guillaume Duhesme com a maréchal-des-logis Yannick
- Luca Besse com a maréchal-des-logis Fabrice
- David Boring («Esteban») com al químic otopi

## Crítica
El web Allociné li atorgà una mitjana de 3'7 sobre 5, segons la interpretació de 17 ressenyes de premsa.
Per a Nathalie Chifflet, del diari Dernières Nouvelles d'Alsace, «Maleïda jungla, una comèdia de baix pressupost amb molta energia, no és tanmateix un deliri pastiche de Tintín, sinó el producte d'un desenfrenat cinema burlesc, que testimonia la mateixa bogeria interessant que La Loi de la jungle (2016) d'Antonin Peretjatko».
Per a Christophe Caron, del diari La Voix du Nord, la pel·lícula és «suaument cínica i deliciosament absurda».